# Fichtenzapfenwanze

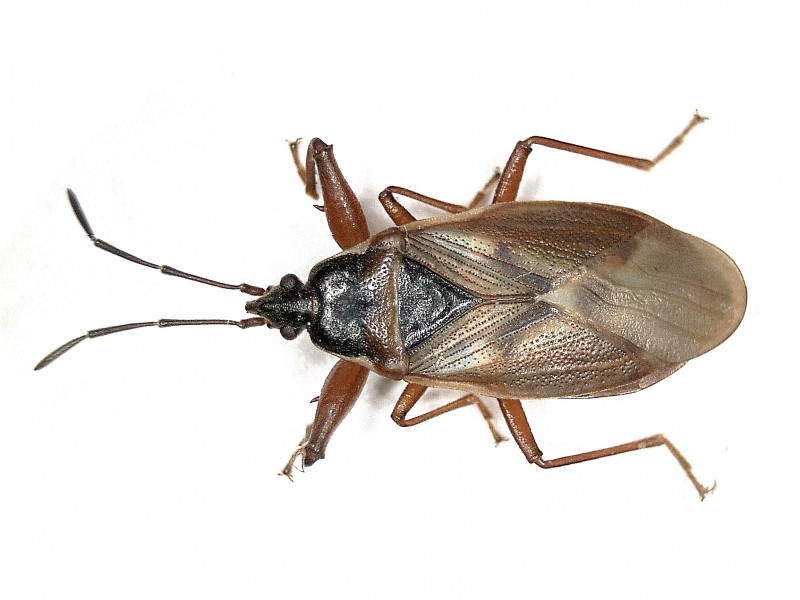
Dorsalansicht

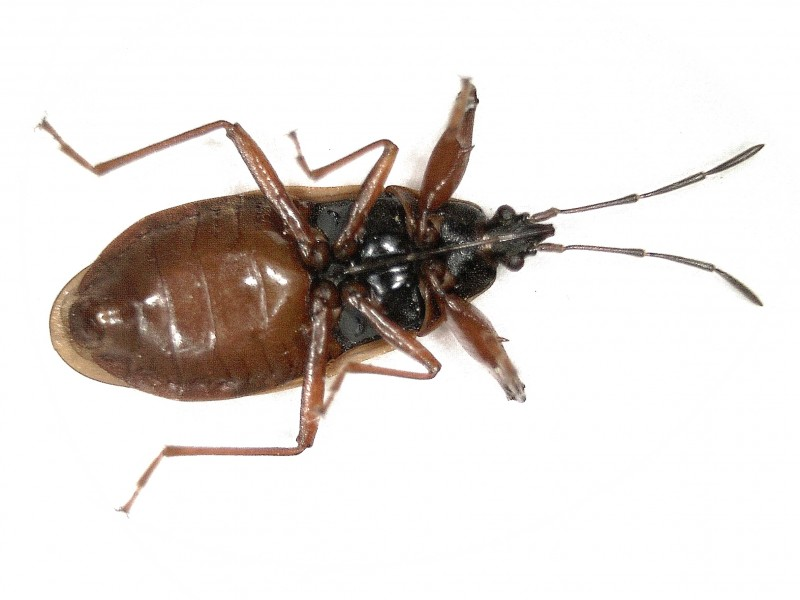
Ventralansicht

Die Fichtenzapfenwanze (Gastrodes abietum), auch Glatte Zapfenwanze genannt, ist eine Wanze aus der Familie der Rhyparochromidae.

## Merkmale
Die Wanzen werden 5,9 bis 7,2 Millimeter lang. Man kann die Art von der Kiefernzapfenwanze (Gastrodes grossipes) durch ihre blass gefärbten Seiten des Pronotums und durch das erste Fühlerglied unterscheiden, das nicht hinter den Kopf reicht.

## Verbreitung und Lebensraum
Die Art ist in Europa vom Nordrand des Mittelmeerraums bis an den Polarkreis verbreitet. Im Osten erstreckt sich das Verbreitungsgebiet bis nach Sibirien. Die Art fehlt im atlantisch beeinflussten Westeuropa. In Mitteleuropa ist die Art weit verbreitet, kommt aber vor allem in den Mittelgebirgen und in den Alpen bis an die Baumgrenze vor. Sie ist nicht selten und tritt manchmal häufig auf.

## Lebensweise
Die Wanzen nutzen als Wirtspflanzen verschiedene Nadelbäume. In Mitteleuropa ist die wichtigste Wirtsart die Gemeine Fichte (Picea abies). Daneben werden Tannen (Abies), Kiefern (Pinus), Lärchen (Larix), Douglasien (Pseudotsuga) sowie Zypressengewächse (Cupressaceae) als Wirtspflanzen angenommen.
Die Tiere leben in den verholzten Zapfen des Vorjahres von Nadelbäumen, wo sie an den Samen saugen. Insbesondere die Nymphen saugen aber auch an den Nadeln der Bäume. Außerhalb der Zapfen saugen die Tiere vor allem nachts. Die Imagines überwintern in den Zapfen, auch nachdem diese auf den Boden gefallen sind. Selten findet man sie dann auch unter Rindenschuppen am Stamm der Pflanzen. Es kommt auch vor, dass Nymphen überwintern. Im Mai legen die Weibchen ihre Eier an der Innenseite der alten Zapfen ab. Die Adulten der neuen Generation treten ab Juli oder August, seltener auch früher auf.

## Belege